# Nikolai Joziainov
Nikolai Joziainov (en ruso: Николай Юрьевич Хозяинов) es un pianista clásico ruso, nació el 17 de julio de 1992 en la ciudad Blagoveshensk, situada en el Extremo Oriente de Rusia. Nikolay es un representante de la escuela de piano rusa. Destaca por su poético sonido y su virtuosismo.

## Educación académica
El talento musical de Nikolay Khozyainov se descubrió muy temprano. Empezó a tocar el piano en la edad de 5 años. Luego continuó su educación en Moscú, en la escuela musical central adscrita al Conservatorio de Moscú. En la edad de 7 año debutó en la Gran Sala del Conservatorio de Moscú con el concierto de Handel En 2010 Nikolay siguió su educación en el Conservatorio Tchaikovsky de Moscú que terminó con medalla de oro y el título honorífico “Mejor licenciado del año”. Actualmente sigue mejorando su educación en la escuela musical de Hannover bajo la dirección del catedrático Arie Vardi.

## Actuaciones
Nikolay Khozyainov actuó en las salas famosas como Carnegie Hall, Wigmore Hall de Londres, Licoln Center, Kennedy Center en Washington, Salle Gaveau, Teatro de Champs-Élysées en París, Sala Tchaikovsky en Moscú, Suntory Hall de Tokio, Louvre
Él actuó con la Orquesta Sinfónica de Tokio, la Orquesta Sinfónica de Sídney, la Orquesta Filarmónica de Varsovia, la Orquesta Sinfónica Nacional Checa, la Orquesta Estatal de Rusia, la Orquesta Sinfónica de Yomiuri, la Orquesta Sinfónica Nacional de Irlanda y otras.

## Discografía
| Título del álbum                                                 | Sello discográfico            | Programa |
| ---------------------------------------------------------------- | ----------------------------- | --- |
| The Blue Series- Nikolay Khozyainov                              | The Fryderyk Chopin Institute | Fryderyk Chopin - Nocturno en si bemol major, Op. 9 No. 3 - Estudio en do mayor, Op. 10 No. 1 - Estudio en la menor, Op. 10 No. 2 - Fantasia en fa menor, Op. 49 - Balada en fa mayor, Op. 38 - Preludio in do sostenido menor, Op. 45 - Scherzo en mi mayor, Op. 54 - Sonata para piano en si bemol menor, Op. 35                                             |
| Nikolay Khozyainov: Piano Recital                                | CD Accord                     | Fryderyk Chopin - Nocturno No. 3 en si mayor, Op. 9, No. 3 - Bolero, Op. 19 - Piano Sonata No. 2 en si bemol menor, Op. 35 Franz Liszt - Apres une lecture du Dante, fantasia quasi una sonata - Fantasie uber zwei Motive aus W.A. Mozarts Die Hochzeit des Figaro                                                                                            |
| Nikolay Khozyainov - My Favourites                               | Victor Entertainment          | Ludwig van Beethoven - Sonata para piano No.31 en la bemol mayor, op. 110 Franz Schubert - Fantasia en do mayor, D.760 (op.15), "Wanderer Fantasy" Fryderyk Chopin - Scherzo en mi mayor, op. 54 - Balada en fa mayor, op.38 Franz Liszt - Etudes d'execution transcendentante "Feux Follets", S.139-5 - Mephisto Waltz no.1 (Dance at the Village Inn), S.514 |
| Nikolay Khozyainov - Maurice Ravel, Fryderyk Chopin, Franz Liszt | Victor Entertainment          | Maurice Ravel - Pavanne pour une infante defunte - Gaspard de la nuit Fryderyk Chopin - Barcarola en fa sostenido mayor, op.60 - Berceuse en re bemol mayor, op.57 Franz Liszt - Sonata para piano en si menor, S.178 |

## Premios
Sus éxitos y premios son:
- Finalista del Concurso Internacional de Pianistas XVI F. Chopin en Varsovia, Polonia.
- 1.er premio en el Concurso Virtuosi per musica di pianoforte, la República Checa, 2003 Premio especial por la mejor interpretación Rondo Capriccioso de F.Mendelssohn.[1][2][3]
- 1.er premio en el Concurso Internacional IX C.Filtsch, Rumania, 2004.[2][3]
- 2.º premio en el Concurso Internacional de pianistas jóvenes VI F. Chopin, Moscú, 2008.[3][38]
- 1.er premio en el Concurso Internacional de Pianistas en Dublín, Irlanda, 2012.[19][39]
- 2.º premio en el Concurso Internacional de Pianistas en Sídney, Australia, 2012.[3]
  - Y los premios especiales:[3][1]
    - Premio de simpatía de público.
    - Por la mejor interpretación de dos conciertos en el final, votaron los miembros de la Orquesta Sinfónica de Sídney.
    - Por la mejor interpretación de la obra de F. Liszt.
    - Por la mejor interpretación de la obra de F. Schubert.
    - Por la mejor interpretación del etude virtuoso.
    - Premio al finalista más joven.

## Reseñas de prensa
El mundo musical habla del virtuosismo desconcertante y la técnica estupenda de Nikolay Khozyainov.
Anthony Tommassini, Nueva York Times

Otro es el ruso Nikolay Khozyainov, de 21 años de edad, quien abrió su recital con un Pavane de Ravel exquisitamente hermoso, en el que el piano parecía haber adquirido un arco para dibujar la melodía con un legato perfecto mientras el acompañamiento flotaba a su alrededor como incienso. Este joven es un máster del sonido romántico que fue demostrado en la Primera Sonata de Rajmáninov.
Timothy Galligan, New York Concert Review

Lo tiene todo: sonido profundo, técnica majestuosa y musicalidad que supera mucho más su edad. Cualquier pianista puede engallarse de este CD.
Dave Saemann, Fanfare